# کلین لونه
کلین لونه (به لاتین: Chlyne Lohner) یک کوه در سوئیس است که در کانتون برن واقع شده‌است. کلین لونه ۲٬۵۸۷ متر بالاتر از سطح دریا واقع شده‌است.